# 畠山義紀
畠山 義紀（はたけやま よしとし）は、江戸時代中期の高家旗本。能登系高家畠山家5代当主。

## 経歴
享保5年（1720年）、出羽国米沢藩5代藩主・上杉吉憲の三男として誕生する。元文元年（1736年）4月8日、3120石を知行していた高家旗本・畠山義躬と養子縁組を行う。元文4年（1739年）11月7日、8代将軍・徳川吉宗に御目見する。
元文5年（1740年）4月6日、家督を相続する。元文6年（1741年）には石高は3千100石で木挽町築地に居住していた。延享2年（1745年）2月15日、高家に就任し、従五位下・侍従・飛騨守に叙任する。後に従四位下に昇進し、下総守に改める。宝暦12年（1762年）6月5日、高家肝煎に就任する。それに伴い従四位上に昇進する。明和4年（1767年）閏9月12日、高家肝煎を辞職する。明和6年（1769年）4月5日、隠居し養子の義福に家督を譲る。
寛政11年（1799年）2月12日、死去。享年80。